# Deutsche Schwimmmeisterschaften 1904
Die 21. Deutschen Meisterschaften im Schwimmen fanden am 14. und 15. August 1904 in Danzig statt. Es wurde eine Strecke von 100 m sowie 1500 m geschwommen und der Mehrkampf ausgetragen, welche aus Tauchen, Springen und 100 m Schwimmen bestand. Zudem fanden Vorläufe (ohne Meisterschaft) in Tauchen, 100 m Rücken, 400 m Brust, 300 m Seite und 3 × 200 m Freistil der Männer statt. Die Staffelsieger erhielten einen „Weltausstellungspreis“.
| Disziplin       | Name           | Verein          | Zeit                               | Punkte |
| --------------- | -------------- | --------------- | ---------------------------------- | ------ |
| 100 m Freistil  | Georg Hoffmann | Poseidon Berlin | 1:19,4 min                         | –      |
| 1500 m Freistil | Emil Rausch    | Poseidon Berlin | unbekannt (als einziger gestartet) | –      |
| Mehrkampf       | Fritz Müller   | Bremer SC 1885  | –                                  | 38,50  |